# Upton (Massachusetts)
Upton – miasto w Stanach Zjednoczonych, w stanie Massachusetts, w hrabstwie Worcester.